# Heliconius nephele
Heliconius nephele är en fjärilsart som beskrevs av Adalbert Seitz 1916. Heliconius nephele ingår i släktet Heliconius och familjen praktfjärilar. Inga underarter finns listade i Catalogue of Life.